# ブンツ

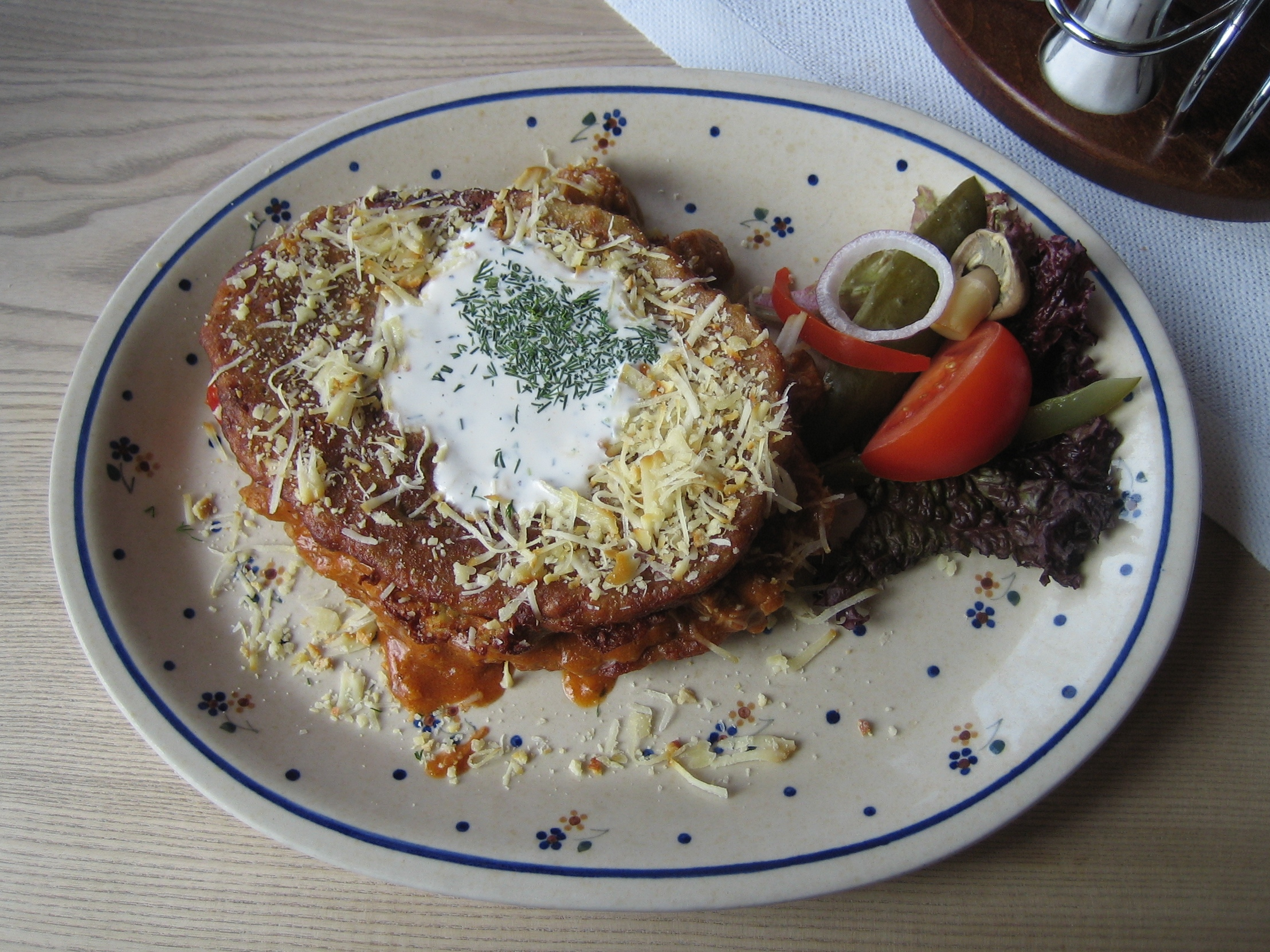
ザコパネのレストランで提供されたポテトパンケーキとグヤーシュのブンツとサワークリーム添え

ブンツ(Bundz)は、ポーランドやウクライナで食べられるグラル人の羊乳チーズである。伝統的に、ポドハレとウクライナにまたがるビエシュチャディ山脈で作られる。
製造の初めの段階の工程は、オスツィペックと同様である。若いウシの胃から抽出した酵素であるレンネットで、"putara"に注いだ牛乳のタンパク質を切断してボロボロにし。得られたカードを約70℃で数分間、醸成し、得られたチーズを布地で濾し、大きな塊とすることでマイルドなチーズが得られる 。
ブンツ製造の際に出る乳清を用いて、ズィンチツァという飲料も作られる。